# Orthotrichum clavatum
Orthotrichum clavatum là một loài rêu trong họ Orthotrichaceae. Loài này được Bernh. mô tả khoa học đầu tiên năm 1826.